# Крушение F-16 на Украине 26 августа 2024 года
Крушение истребителя F-16 произошло 26 августа 2024 года во время вторжения России на Украину. Катастрофа стала первым случаем крушения самолёта F-16, поставленного Украине партнёрами из НАТО. В результате катастрофы погиб пилот, подполковник ВСУ Алексей Месь.

## Ход событий
Согласно заявлению ВВС Украины, крушение произошло во время массированного обстрела ракетами и БПЛА, осуществлённого Вооружёнными силами РФ 26 августа 2024 года. В процессе обстрела, в основном направленного на инфраструктурные объекты энергетики, было выпущено более 127 ракет и 100 БПЛА.
Согласно заявлению, Алексей Месь сумел сбить три крылатые ракеты и один БПЛА. В заявлении отсутствовало уточнение о типе воздушного судна, а также о причинах крушения, однако неназванный источник BBC сообщил, что речь идёт об F-16. Согласно заявлению Генштаба Украины, самолёт разбился во время захода на посадку. Самолёт стал первым уничтоженным истребителем F-16 из минимум 6 машин, поставленных в июле 2024 года. По информации украинских военных, крушение не стало следствием попадания российской ракеты.
В результате погиб 30-летний пилот, подполковник Алексей Месь, также известный как «Moonfish». В июне 2022 года он посещал США с целью повлиять на чиновников и журналистов для отправки на Украину истребителей F-16. Месь был похоронен 29 августа 2024 года в Шепетовке Хмельницкой области. Посмертно ему было присвоено звание полковник.
Министерство обороны Украины инициировало расследование. Украина и США вместе занимаются расследованием. 30 августа была проведена встреча между министрами обороны США и Украины Рустемом Умеровым и Ллойдом Джеймсом Остином III.
29 августа 2024 года Владимир Зеленский президентским указом снял с должности главу ВВС Украины Николая Олещука.

## Версии
По версии Wall Street Journal, крушение стало следствием ошибки пилота.
Источник CNN в ВСУ не считает, что причиной инцидента стала ошибка пилота.
Источник в ВВС Украины сообщил изданию Voice of America о том, что причиной катастрофы может быть дружественный огонь.
По версии неназванного представителя Министерства обороны США, причиной могут быть как технические неисправности, так и ошибка пилота.
The New York Times сообщил, что по мнению западного чиновника, информированного о ходе расследования, крушение может быть следствием дружественного огня батареи Patriot, хотя варианты ошибки пилота и технические неисправности также не исключены.
Член парламентского комитета Украины по национальной безопасности и обороне Марьяна Безуглая заявила, что крушение было результатом «дружественного огня» со стороны ПВО «Patriot». По её словам, это третий эпизод уничтожения украинского самолёта собственной ПВО. В двух других случаях ответственность официально была возложена на российскую сторону.
По версии Breaking Defense причиной катастрофы могло стать повреждение двигателя фрагментами сбитой ракеты.

## Оценки
По мнению «Би-би-си», уничтожение истребителя F-16 ударило по Владимиру Зеленскому, планирующему в сентябре 2024 года предъявить Джо Байдену «план победы Украины».